# Municipio de Newton (condado de Buchanan)
El municipio de Newton (en inglés: Newton Township) es un municipio ubicado en el condado de Buchanan en el estado estadounidense de Iowa. En el año 2010 tenía una población de 360 habitantes y una densidad poblacional de 3,83 personas por km².

## Geografía
El municipio de Newton se encuentra ubicado en las coordenadas 42°19′50″N 91°39′16″O / 42.33056, -91.65444. Según la Oficina del Censo de los Estados Unidos, el municipio tiene una superficie total de 94.11 km², de la cual 93,94 km² corresponden a tierra firme y (0,18 %) 0,17 km² es agua.

## Demografía
Según el censo de 2010, había 360 personas residiendo en el municipio de Newton. La densidad de población era de 3,83 hab./km². De los 360 habitantes, el municipio de Newton estaba compuesto por el 97,5 % blancos, el 2,22 % eran asiáticos y el 0,28 % eran de una mezcla de razas. Del total de la población el 0 % eran hispanos o latinos de cualquier raza.